# 北海道美幌農業高等学校
北海道美幌農業高等学校（ほっかいどう びほろのうぎょうこうとうがっこう、Hokkaido Bihoro Agricultural High School）は、かつて北海道網走郡美幌町報徳にあった道立農業高等学校。

## 沿革
- 1939年 - 北海道庁立美幌農林学校として開校。
- 1948年 - 道立美幌農業高等学校と改称、津別分校を設置。
- 1949年 - 津別分校が北海道津別高等学校（町立）として独立。
- 1950年4月1日 - 町立美幌高等学校との統合により北海道美幌高等学校となる。[1]
- 1952年 - 校歌制定。川上忠雄教諭が作詞、團伊玖磨が作曲。
- 1978年 - 普通科（当時の美幌高）と農業系学科の分離により北海道美幌農業高等学校となる。
- 2011年3月 - 北海道美幌高等学校と合併に伴い当校は閉校、北海道美幌高等学校を当校舎へ移転。

## 学科
全日制課程（2000年より）
- 農業科学科
  - 畑作、酪農について学ぶ学科。
- 食品科学科
  - 食品の製造、加工について学ぶ学科。
- 生活科学科
  - 園芸（花、野菜）や流通（簿記、販売）について学ぶ学科。